# ساری‌پولاد
ساری‌پولاد (به ترکی استانبولی: Sarıpolat) یک منطقهٔ مسکونی در ترکیه است که در مال‌کارا واقع شده‌است. ساری‌پولاد ۲۱۶ نفر جمعیت دارد و ۱۵۶ متر بالاتر از سطح دریا واقع شده‌است.